# PRIMAL×HEARTS2
《PRIMAL×HEARTS2》是日本MARMALADE在2015年10月30日發售的戀愛冒險類型成人遊戲，2021年7月30日發售中英文版。故事的時間點是在前作的6年之後，主要的場景也還是間之島學園。

## 故事
間之島學園有代表運動部的月華會和代表文化部的天道會這兩個學生會，兩個學生會為了體育館的使用權舉辦投票，但是投票的結果一直都是雙方338票而又再次陷入僵持。在暑假結束後的秋天，轉學生幸塚大智來到間之島學園成為第777位學生，就在入學的時候便很快成為雙方學生會之間的爭取對象。

## 角色

### 主要角色
幸塚大智
本作男主角。間之島學園2-B的學生。
愛麗絲緹雅·瓦倫貝里·華藏寺（聲：小鳥居夕花）
身高：149cm，三圍：B83（E）/W54/H82，生日：1月27日，血型：A型
2-D的學生，月華會的學生會長。不擅長與人交談且眼神兇惡，因此在校內有著「如果惹她生氣就會被詛咒」的傳聞。
月夜野兎姫（聲：萌花ちょこ）
身高：162cm，三圍：B86（F）/W54/H87，生日：10月22日，血型：A型
大智的同學，天道會的學生會長。出身自雜誌模特兒的學生們偶像，以學園史上最高得票數當選學生會長。
栗生真白（聲：夕季鈴）
身高：168cm，三圍：B85（D）/W57/H90，生日：7月8日，血型：O型
1-A的學生，月華會的副會長，會代替不擅言詞的愛莉絲緹雅發言。有著喜歡照顧花朵的興趣。
館林立葉（聲：秋野花）
身高：158cm，三圍：B80（C）/W55/H83，生日：5月3日，血型：B型
大智的同學，天道會的書記。活潑開朗喜歡照顧別人。在叔父經營的咖啡廳ラプンツェル工作。
綿貫杏那（聲：月野きいろ）
身高：155cm，三圍：B78（B）/W56/H81，生日：6月13日，血型：AB型
大智的同學。

### 其他角色
霧積桐香（聲：川島梨乃）
3-C的學生，天道會的副會長。極度崇拜兔姬，甘願為她做任何事情。
敷島秀彦（聲：藤井政彦）
大智的同學，月華會的書記。喜歡鍛鍊肌肉，談話總是經常提到肌肉並常在用詞中加入跟肌肉有關的字。
八斗島清司（聲：秋山樹）
3-C的學生，天道會的會計，喜歡音樂。
本動堂萌衣（聲：松田理沙）
大智的班級導師，月華會的顧問，6年前是美智的班級導師。目前依然還是單身並且繼續積極尋找結婚對象。
幸塚美智
大智的姊姊，6年前是天道會的會計，目前則是上班族。
帯刀和馬
前作男主角。在月夜野兔姬路線中作為天神平陽姬的未婚夫出現

## 工作人員
- 原畫：、芦俊、木場智士[3]
- SD原畫：
- 劇本：吉川芳佳、近江谷宥、水瀬拓未
- 音樂：solfa
- CG：
- OP影片：KIZAWA Studio
- 製作人：明里
- 監製：

## 主題曲
OP「smile again」
作詞：　作曲/編曲：橋咲透　歌：Ceui
愛麗絲緹雅ED「live forever」
作詞：　作曲：iyuna　編曲：橋咲透　歌：霜月遙
兎姫ED「step into my world」
作詞：　作曲/編曲：　歌：nao
真白ED「snow white syndrome」
作詞：　作曲/編曲：iyuna　歌：茶太
立葉ED
作詞：　作曲/編曲：橋咲透　歌：iyuna
杏那ED「Flashing! Search light」
作詞/作曲/編曲：　歌：

## CD
2015年10月30日由solfa發售PRIMAL×HEARTS2 キャラクターソング＆サウンドアルバム，收錄各女主角的ED角色歌曲和遊戲的BGM。

## 評價
《PRIMAL×HEARTS2》在Getchu.com舉辦的美少女遊戲大賞中獲得綜合部門第12名、繪圖部門第4名、影片部門第9名、角色部門愛莉絲緹雅·瓦倫貝利·華蔵寺第7名和月夜野兎姫第16名、エロ部門第4名。另外在由萌えゲーアワード舉辦的2015年排名中獲得第23名和2015年10月的月間賞第4名以及獲得2015年度エロス系作品賞PINK的金賞。

## 外部連結
- 官方網站（页面存档备份，存于）（日語）